# カーボンマネジャー
カーボンマネジャーとは、省エネルギーや再生可能エネルギーの導入等、エネルギーの総合的なマネジメントができ、低炭素社会実現の中核として活躍が期待される人材。
2012年(平成24年)より内閣府が推進する「実践キャリア・アップ戦略」における、キャリア段位認定制度である。